# Marie-Chantal May Canellas
Marie-Chantal May Canellas (* 28. Juli 1973 in Bagnes) ist eine Schweizer Richterin. Seit 2016 ist sie Richterin am Bundesgericht.

## Leben und Wirken
Nach dem Studium der Rechtswissenschaften an der Université de Neuchâtel erwarb May Canellas 2001 im Kanton Neuenburg ihr Anwaltspatent. Anschliessend arbeitete sie als juristische Redakteurin bei der Eidgenössischen Steuerverwaltung in der Hauptabteilung Mehrwertsteuer. 2003 wechselte sie als Rechtsanwältin in eine Anwaltskanzlei in Lausanne, schloss sich aber bereits 2005 der Rechtsabteilung einer Versicherungsgesellschaft an. Ab 2006 arbeitete sie kurzzeitig als selbstständige Rechtsanwältin, bevor sie als Gerichtsschreiberin am Verwaltungsgericht des Kantons Waadt in den Justizdienst der Schweiz eintrat. 2007 wechselte sie in selber Funktion an das Bundesverwaltungsgericht, wo sie 2012 selbst zur Richter gewählt wurde. Am 28. September 2016 wurde May Canellas für die CVP zur Richterin am Bundesgericht gewählt. Daneben ist sie Mitkommentatorin in einem in französischer Sprache erschienenen Kurzkommentar zur Zivilprozessordnung.